# Antonov A-7
O Antonov A-7 foi um planador militar soviético para tropas utilizado na Segunda Guerra Mundial.

## Desenvolvimento
Logo após o ataque alemão em 1941, os soviéticos perceberam uma necessidade de criar planadores de transporte e solicitaram o desenvolvimento de vários projetos. Oleg Antonov ofereceu um planador leve, cujos rascunhos iniciais haviam sido desenhados em 1939. Foi denominado inicialmente RF-8 (Rot Front-8) e era em sua essência uma versão maior do planador esportivo RF-7. Após os testes, sua capacidade foi aumentada de cinco para sete pessoas (incluindo o piloto).
O A-7 era um monoplano asa alta de madeira, com um trem de pouso retrátil.
Foi avaliado no final do ano de 1941 e solicitada a produção, sob a designação A-7 (Antonov, sete pessoas). Aproximadamente 400 foram construídos.
No final de 1942 e início de 1943, uma versão incomum foi testada - um planador abastecedor, equipado com um tanque de combustível de 1.000 L, rebocado por um bombardeiro DB-3 que era reabastecido durante o voo a fim de aumentar o alcance. Não chegou a ser produzido.

## Histórico operacional
O A-7, em conjunto com o Gribovsky G-11, constituiu a maior parte dos planadores de transporte soviéticos. Eram principalmente utilizados para suprir Partisans Soviéticos com provisões, armas, equipamentos e homens treinados. O uso mais intensivo foi de Abril a Novembro de 1943 na Bielorrússia, na área Polatsk-Begoml-Lepel. Várias centenas de planadores (de todos os tipos) foram utilizados em voos noturnos de provisão nesta época. Após o pouso, os planadores eram destruídos e os pilotos por vezes levados de volta por outras aeronaves. Os planadores também foram utilizados para prover partisans em algumas áreas no ano de 1944. Foram utilizados também para o transporte de grupos de sabotagem além das linhas inimigas. Entretanto, devido ao espaço limitado do A-7, não foi muito adequado para tais ações. Os A-7 foram rebocados principalemte pelos bombardeiros SB ou Ilyushin DB-3 (o DB-3 podia rebocar dois A-7).
Uma ação menos comum era uma ponte aérea de Moscou para a área de Stalingrado em Novembro de 1942, a fim de rapidamente enviar líquidos de arrefecimento anticongelante para os tanques de guerra durante a Batalha de Stalingrado.
O A-7 foi considerado um projeto de sucesso, mas tinha menor capacidade se comparado a outro planador leve, o G-11. Além disso, o local para carga era limitado devido à posição dos assentos e a presença de suportes do trem de pouso retrátil no centro do compartimento de transporte. Podia transportar sete soldados (incluindo o piloto) ou até 900 kg de carga.

## Descrição
Aeronave de asa alta e construção mixa (maior parte madeira). Fuselagem semi-monocoque, com seção cruzada retangular. Cabine de pilotagem de assento único na frente. Atrás da cabine, o compartimento de transporte, com seis assentos: dois nas laterais da dianteira (opostos um ao outro), dois nas laterais da traseira e dois no meio. Possuía porta dupla no lado esquerdo dianteiro e no lado direito traseiro (os assentos dianteiro da esquerda e traseiro da direita tinham de ser levantados antes de abrir a porta). Haviam pequenas e redondas janelas nas portas e laterais opostas às portas. A asa eram construídas em três partes, de madeira compensada e coberta com tela. O trem de pouso era manualmente retrátil e seus suportes eram transportados no compartimento entre os dois assentos centrais. A fim de diminuir a distância de pouso, o planador podia ser equipado com um esqui sob a fuselagem.

## Operadores
União Soviética
- Força Aérea Soviética